# سامپالو
سامپالو شهری در شهرستان ناسره در استان بام در بورکینافاسوی شمالی است و جمعیت آن ۹۳۴ نفر است.